# اسطوره‌شناسی

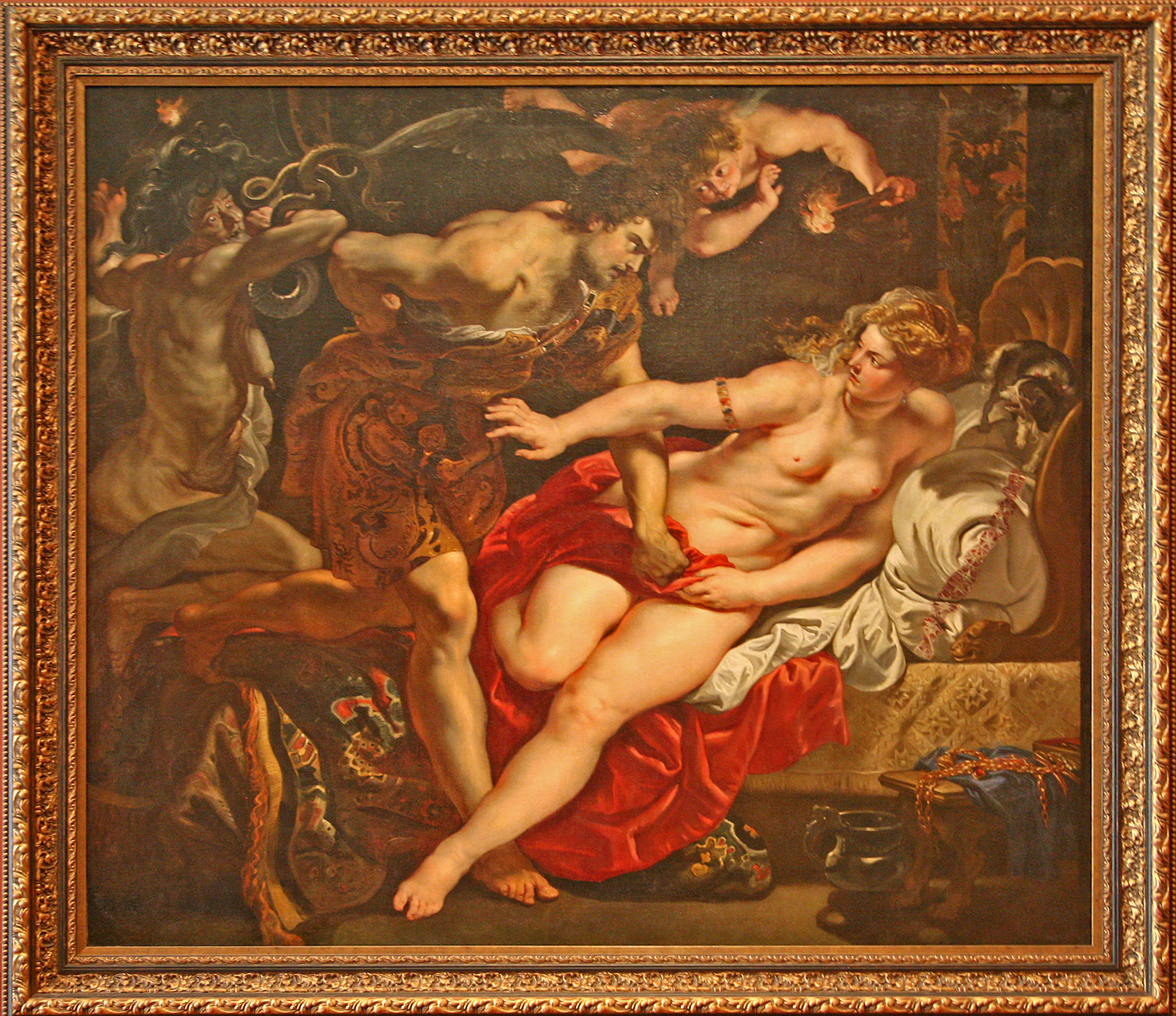
نقاشی که اسطوره‌شناسی را به تصویر می‌کشد. در ارمیتاژ در سنت پترزبورگ (موزه هنر) دیده می‌شود.

اسطوره‌شناسی دانشی‌ است که به بررسی روابط میان اسطوره‌ها و جایگاهشان در دنیای امروز می‌پردازد.
بیش‌تر اسطوره‌ها بازمانده از روزگاران باستان هستند؛ گرچه جوامع مدرن نیز اسطوره‌های خاص خود را دارند. تحوّل اساطیر هر قوم، معرّف تحول شکل زندگی، دگرگونی ساختارهای اجتماعی و تحول اندیشه و دانش آن‌هاست. در واقع، اسطوره، نشانگر یک دگرگونی بنیادی در پویش بالاروندهٔ ذهن بشری است. اسطوره‌ها روایاتی هستند که از طبیعت و ذهن انسان بدوی، ریشه می‌گیرند، و برآمده از رابطهٔ دوسویهٔ این دو هستند.

## ریشهٔ واژهٔ «اسطوره»
واژهٔ اسطوره که جمع شکستهٔ عربی آن به‌گونهٔ اساطیر به‌کار می‌رود، ریشه‌هایی نیز در زبان‌های هندوآریایی دارد. در زبان سنسکریت Sutra به معنی داستان یا گفتار مذهبی است که کارکرد آموزشی و روحانی دارد و بیشتر در نوشته‌های هندویی، بودایی یا چین و ایرانی به‌کار رفته‌است. سوترا در یونانی Historia به معنی جستجو و آگاهی، در فرانسوی Histoire، در انگلیسی به دو صورت Story به معنی حکایت، داستان و قصهٔ تاریخی، و History به معنی تاریخ، گزارش و روایت به‌کار می‌رود.
مهرداد بهار در کتاب پژوهشی در اساطیر ایران، به واژه‌شناسی اسطوره پرداخته‌‌است. او واژهٔ «اسطوره» را واژه‌ای برگرفته از زبان عربی می‌داند و اعتقاد دارد «الاسطوره» و «الاسطیره»، در زبان عرب به معنای روایت و حدیثی‌ است که اصلی ندارد. وی این واژهٔ عربی را نیز، برگرفته از اصل یونانی historia (به معنای استفسار، تحقیق، اطلاع، شرح و تاریخ) می‌داند که از دو جزو ترکیب یافته‌است: یکی از واژهٔ histor یا -history، به معنای داور، و دیگری پسوند -ia. او اعتقاد دارد واژهٔ history با مصدر یونانی iden، به معنای دیدن، خویشاوند است. بهار در ادامه، واژه‌های لاتینی Vidēre، به معنای دیدن، یونانی idenai، به معنای دانستن، سنسکریت vidyā و اوستا vaēdya، به معنای دانش، و فارسی «نوید» به معنای خبر خوش، مژده و بشارت، را با این واژه هم‌ریشه می‌داند. وی، همچنین ریشهٔ هند و اروپایی نخستین این واژه‌های خویشاوند را vid- می‌داند.
به اعتقاد بهار، در زبان‌های اروپایی، واژهٔ myth در انگلیسی و فرانسه و myth و mythe در آلمانی، از نظر محتوای معنایی، برابرِ واژهٔ اسطوره و حالت جمع آن‌ها، برابر واژهٔ اساطیر در زبان پارسی‌ است. او واژهٔ myth را برگرفته از اصل یونانی mouth، به معنای سخن و افسانه، و آن را با دو واژهٔ فارسی «مُسْتْ» و «مویه»، هم‌ریشه می‌داند.

## پیشینه پژوهش در حوزه اسطوره‌شناسی
از دیدگاه تاریخی، مهم‌ترین رویکردهای مدرن در مطالعات اسطوره‌شناختی توسط افرادی همچون فروید، یونگ، لوی برول، لوی استروس، فرای، و گروه‌هایی همچون مکتب شوروی و حلقه اسطوره و آیین پایه‌گذاری شده‌است.
نخستین نظریه‌های انتقادی در باب اسطوره طی سده نوزدهم میلادی ارائه گردید. در این سده پژوهشگران، اسطوره‌ها را به‌عنوان نمونه‌های منسوخ و ناکارآمد اندیشه انسانی معرفی می‌نمودند و باور داشتند که اسطوره چیزی بیش از همتای ابتدایی دانش مدرن نیست.
اما در سده بیستم میلادی بسیاری از پژوهشگران اسطوره‌شناس این دیدگاه را ناقص دانسته و رد کردند. در اصل امروز دیگر به اسطوره به‌عنوان سویه متضاد یا مخالف دانش نگاه نمی‌شود. از دید اسطوره‌شناسی مدرن، بررسی و تفسیر اسطوره‌ها به معنای کنار نهادن دانش نیست.
یونگ تلاش کرد بنیادهای روان‌شناختی پنهان در پس جهان اسطوره‌ها را دریابد. او بر این باور بود که همه انسان‌ها در وابستگی به یک سری از نیروهای ذاتی ناخودآگاه با یکدیگر شریک هستند، که او نامشان را کهن‌الگو نهاد
لوی استروس عقیده داشت اسطوره‌ها بازتاب الگوهای ذهنی انسان هستند و بیش‌تر در پی یافتن این ساختارهای ذهنی و به‌ویژه دوگان‌های متضاد (همچون خوب و بد، یا مهربان و ستمگر) در دل اسطوره‌ها بود.
الیاده بر این باور بود که یکی از محوری‌ترین کارکردهای اسطوره، بنیان نهادن سرمشق‌هایی برای رفتار انسانی است. او نشان داد که نه تنها اسطوره‌سازی در تضاد با جهان امروز نیست، بلکه انسان مدرن نیز به ناچار همچون نیاکانش اسطوره‌های ویژه خود را می‌سازد. در نیمه سده بیستم میلادی بارت مجموعه مقالاتی منتشر کرد که در آن‌ها فرایند اسطوره‌سازی در جوامع مدرن را بررسی نمود. از دید وی، از آن‌جایی که تبیین مقررات اخلاقی وظیفه دانش مدرن نیست، انسان همواره نیاز دارد برای درک یک رسم اخلاقی، با تجربیات اسطوره‌ای/دینی درک‌شده در گذشته مرتبط شود.

## تعریف افسانه
افسانه را از دیدگاه‌های گوناگون می‌توان مورد بررسی قرار داد. جامعه‌شناسان، دین‌شناسان و روان‌شناسان و… هر یک به نوعی از افسانه‌ها برای بیان شناخت خاستگاه تفکر و عاطفهٔ بشر و آرزوهای آدمی بهره جسته‌اند. انسان‌های جوامع کهن پیچیدگی‌های جهان بیرونی خود را در روایت‌های ساده برای خویش بازگشایی می‌کردند. افسانه با ادبیات، فلسفه و دین همواره پیوندی نزدیک داشته‌است. افسانه‌های ملل مختلف با همهٔ اختلافاتی که در جزئیات با هم دارند در ساختار دارای یک سرنمون و روایت شبیه به هم می‌باشند.
- جیمز فریزر و ادوارد برنت تایلر افسانه را حاصل تلاش انسان آغازین برای شناخت جهان می‌دانند.
- لوسین لوی-برول افسانه را گونه‌ای از شناخت برآیند ذهن پیش‌منطقی انسان آغازین می‌داند.
- الکساندر کراپ افسانه را روایتی از خدایان می‌داند که توجیه‌کننده پدیده‌های طبیعی است.[۱۰]
- از دید ماکس مولر افسانه گونه‌ای تبدیل مفاهیم استعاری به شبه‌واقعی است.
- در نظریهٔ کارکردگرای برونیسلاو مالینوفسکی افسانه پاسخی‌است به پرسش‌های فلسفی انسان ابتدایی و واقعیتی است که در شکل عقاید و تصعید این عقاید و در قوانین کارکردی رفتار یعنی اخلاقی پدیدار می‌شود.
- لوی استروس در نظریهٔ ساختارگرای خود افسانه را لایهٔ ژرف اندیشهٔ انسانی می‌داند و از دید او معنی هر افسانه براساس شکل آن تغییر می‌یابد و بدین‌سان معنی افسانه چند لایه و در هر زمان معنی خاصی دارا است و نزد هر فرد و در هر جامعه برداشت‌های متفاوتی ازآن وجود دارد؛ و از این برداشت‌ها می‌توان به ساختار و الگوی ناخودآگاه قومی یک جامعه پی برد.
- میرچا الیاده با توجه به نگرش آیین‌گرای خود افسانه را خمیرمایهٔ دین می‌داند.
- ژرژ دومزیل بر خلاف روش تحلیلی فروید دنبال یک عامل ثابت انسان‌شناختی نیست، بلکه در افسانه‌ها روایت‌های مختلف و نسخه‌های بدل یک افسانه را از نظر ساختار قیاسی و تطبیقی بررسی می‌کند؛ و بیش از هر چیز به جزئیات نظر دارد.
- پل رادین افسانه را از دیدگاه اقتصادی آن بررسی می‌کند و بر آن است که در شناخت افسانه‌ها باید به ساختار زیر بنایی آن پرداخت.[۱۱]

آن دسته از کسانی‌که چه در گذشته و چه امروزه به پژوهش، واکاوی و شناخت اسطوره‌ها اشتغال دارند، تا کنون برای اسطوره تعریف مشخص، دقیق و پذیرفتنی برای همگان نیافته‌اند، بلکه هریک به میل و اشتیاق و وابستگی‌های اجتماعی خویش آن را تعریف کرده‌اند. گه‌گاه در تعریف متخصصان از اسطوره اشکالاتی دیده می‌شود، علت آن این است که آن‌ها به اسطوره از سر اعتقاد و ایمان می‌نگرند. آنان دنبال این اندیشهٔ لوی استروس که «برای درک اندیشهٔ وحشی باید با او و مثل او زندگی کرد» نه تنها به ساختار، بلکه به عمل‌کرد جادویی اسطوره در جامعه، و در واقع، به اعجاز آن در ایجاد همبستگی قومی و عقیده‌ای ایمان می‌آورند و به همین دلیل برای آن‌ها اسطوره یا نهاد زنده بسیار مهم‌تر از نهادهای کهن است.
میرچا الیاده دین‌شناس رومانیایی افسانه را چنین تعریف می‌کند:

افسانه نقل‌کنندهٔ سرگذشت قدسی و مینوی است، راوی واقعه‌ای است که در زمان نخستین، زمان شگرف بدایت همه چیز رخ داده‌است. به بیان دیگر: افسانه حکایت می‌کند که چگونه به برکت کارهای نمایان و برجستهٔ موجودات فراطبیعی، واقعیتی، چه کل واقعیت، یا تنها جزئی از آن پا به عرصهٔ وجود نهاده‌است؛ بنابراین، افسانه همیشه متضمن روایت یک خلقت است، یعنی می‌گوید چگونه چیزی پدید آمده و هستی خود را آغاز کرده‌است. افسانه فقط از چیزی که به‌راستی روی داده و به‌تمامی پدیدار گشته، سخن می‌گوید. شخصیت‌های افسانه موجودات فراطبیعی‌اند و تنها به دلیل کارهایی که در زمان سرآغاز همه چیز انجام داده‌اند، شهرت دارند. اساطیر کار خلاق آنان را بازمی‌نمایانند و قداست یا فراطبیعی بودن اعمالشان را عیان می‌سازند.

در مقابل هستند عدهٔ دیگری که به افسانه صرفاً از سر انکار می‌نگرند. این گروه افسانه را یکی از الگوهای تاریخی یا سازواره‌ای کهنه و از کار افتاده می‌بینند که پیشرفت بشر آن را از رده خارج کرده‌است. در نظر یونگ و فروید افسانه‌شناسی دانی ‌است که از فرافکنی نمادین تجربیات روانی نوع بشر به وجود آمده‌است.

افسانه، قصه‌ای‌است با خصلتی خاص، یعنی نقل روایتی که در آن خدایان یک یا چند نقش اساسی دارند. افسانه‌شناسی علمی‌است که کارش طبقه‌بندی و بررسی مواد و مصالح افسانه‌شناختی بر حسب روش تحلیل و وارسی دقیقی که در همهٔ دیگر علوم تاریخی معمول‌است.

به عبارت دیگر، افسانه تلاشی برای بیان واقعیت‌های پیرامونی با امور فراطبیعی‌ است. انسان در تبیین پدیده‌هایی که به علتشان واقف نبوده به تعبیرات فراطبیعی روی آورده و این زمانی‌ است که هنوز دانش بشری توجیه‌کنندهٔ حوادث پیرامونی‌اش نیست.
به عبارت دیگر، انسان در تلاش برای ایجاد صلحی روحی میان طبیعت و خودش افسانه‌ها را خلق کرده‌است.
«از دیدگاه انسان به اصطلاح ابتدایی، افسانه تاریخ است. از دیدگاه انسان مدرن، افسانه و تاریخ دو چیز متمایز و کاملاً متفاوت‌اند.»
با آن‌چه دانشمندان افسانه‌شناس به آن پرداخته‌اند به تعریفی کامل ولی چند وجهی از افسانه می‌رسیم و می‌توان از لوی استروس نقل قول کرد که: «... ارزش افسانه‌ای داستان، حتی از خلأ بدترین ترجمه‌ها و برگردان‌ها نیز حفظ می‌شود. ذات و مفهوم افسانه نه در سبک و سیاق آن و نه در موسیقی کلامی یا ترکیبی است که با اجزا ایجاد می‌کند، بلکه ارزش افسانه در قصه‌ای است که می‌گوید…» و از این رو افسانه‌ها با همهٔ تفاوت در جزئیات، ساختار و سرنمونی شبیه به هم دارند:
1. رویدادی که در زمان‌های اولیه اتفاق می‌افتد.
2. سامانی متفاوت با واقعیت‌های تجربی دارد.
3. دغدغه‌ها و شناخت انسان اولیه از جهان است.
4. سرگذشت و زندگی خدایان و ابرانسان‌ها است.
5. در حافظهٔ مردم می‌ماند و از محدودهٔ دنیای واقعی فراتر می‌رود.
6. دنیایی آرمانی برساخته از واقعیت‌ها را نشان می‌دهد.»[۱۵]